# 萊克伍德 (伊利諾伊州梅森縣)
萊克伍德（英語：Lakewood）是位於美國伊利諾伊州梅森縣的一個非建制地區。該地的面積和人口皆未知。

## 地理
萊克伍德的座標為40°14′50″N 90°05′06″W / 40.24722°N 90.08500°W，而該地的平均海拔高度為142米（即466英尺）。